# 保罗·本兹
保罗·本兹（英語：Paul Benz，1986年1月9日—），澳大利亚男子田径运动员，主攻短跑。他曾代表澳大利亚参加2004年夏季残疾人奥林匹克运动会田径比赛，获得一枚金牌。